# Taizz

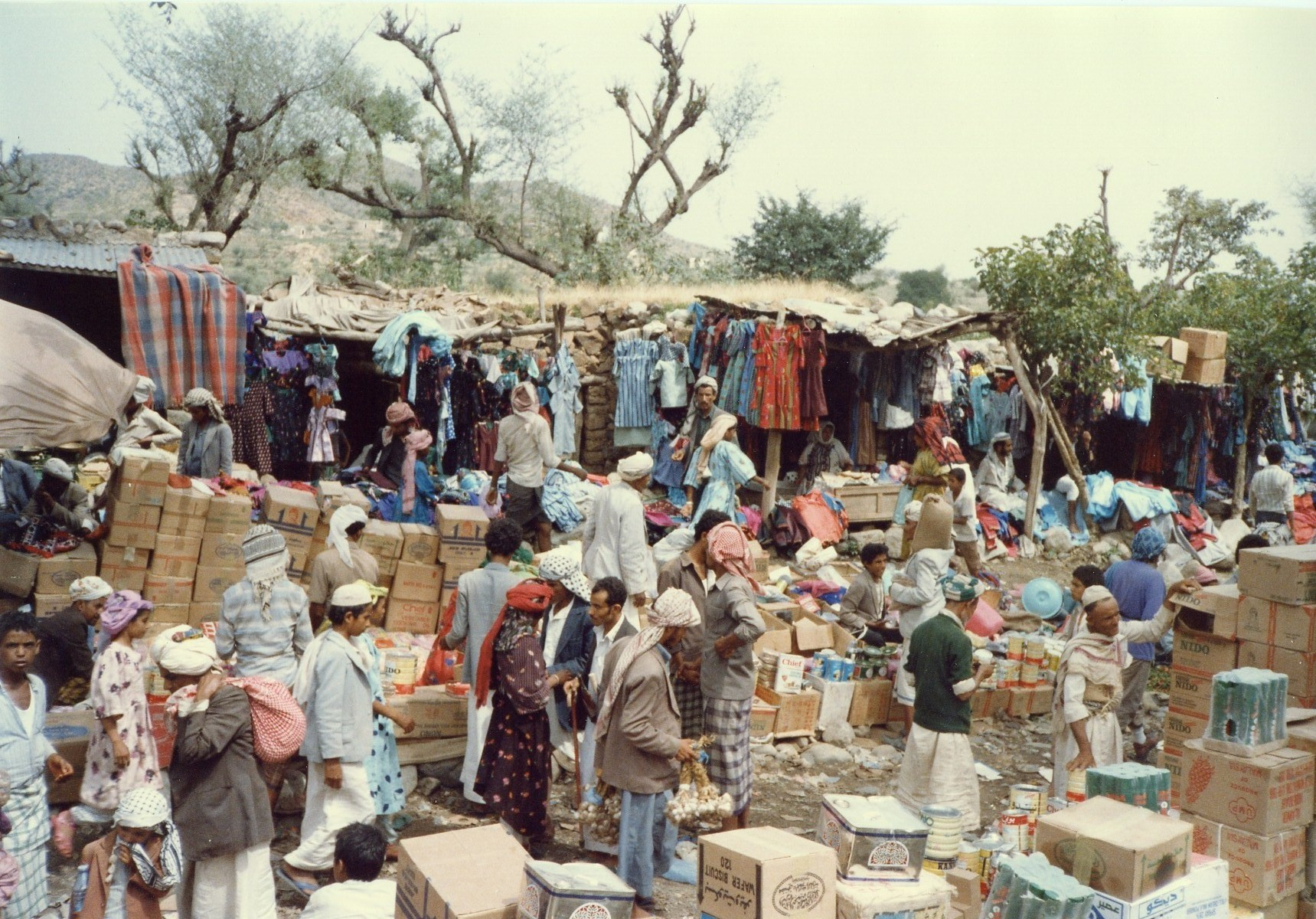
Mercat prop de Taizz

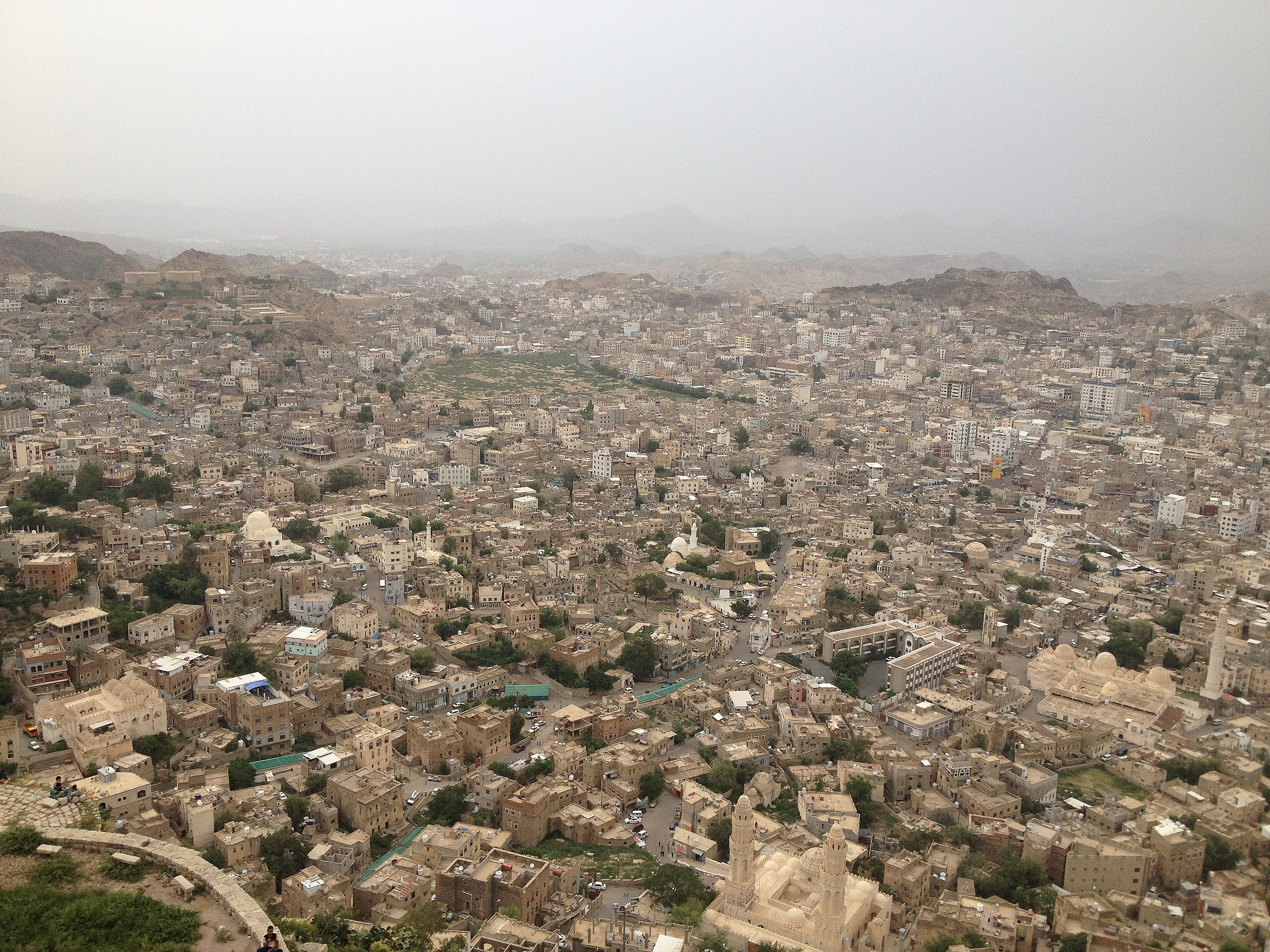
Vista aèria

Taizz, Taiz o Ta'izz (àrab: تعز, Taʿizz) és una ciutat del Iemen situada al sud-oest del país, al cor del l'altiplà, construïda a una altitud d'aproximadament 1.400 metres. És capital de la governació de Taizz i es troba a aproximadament a una hora de carretera de Mokha (a la costa de la mar Roja, famosa per haver donat el seu nom a la varietat de café anomenada moca. La població de Taizz era de 460.000 habitants segons una estimació datada el 2003 i 615.467 el 2005, sent la tercera ciutat del país.

## Emplaçament geogràfic
L'emplaçament geogràfic de Taizz és de difícil accés, caracteritzat per carreteres travessant i baixant els flancs de muntanyes. El mont Sabir domina sobre la ciutat, a 3.006 mesures d'altitud. Taizz posseeix nombroses connexions per carretera amb la resta del país i està servida per l'Aeroport Internacional de Taizz.

## Clima
El clima és més aviat suau, calor l'estiu i dolç l'hivern. Fa bo la major part del temps, la temperatura mitjana de dia a l'octubre és de 32 °C, fins i tot si la nit és més fresca.

## Història
El nom de la ciutat apareix per primera vegada al segle xii, quan Turan Shah, el germà de Saladin, va arribar al Iemen el 1173. Taizz fou fortificada pel germà de Saladin, Tughtegin, però llavors era un petit poble de muntanya de la regió d'al-Djanad, ciutat que era seu de governants musulmans locals que van subsistir fins al temps dels rassúlides. Després, el 1288, el segon sobirà rassúlida, al-Muzaffar Shams al-Din Yusuf I (1250-1295), va fer de Taizz la segona capital de la dinastia després de Zabid i llavors al-Djanad va passar a ser un poble petit mentre Taizz va créixer. Probablement l'establiment dels rassúlides fou anterior, ja que Badr al-Din Hasan ibn Shams al-Din Ali ibn Rassul va morir a Taizz el 1263, on havia estat empresonat pel seu nebot al-Muzaffar Shams al-Din Yusuf I, fill d'al-Mansur Nur al-Din Umar I (el primer sobirà rassúlida 1229-1250) i, per tant, probablement abans del 1263 ja havia esdevingut segona capital. La fortalesa estava entre dos pobles: al-Maghriba i Udayna, aquest darrer al peu del mont Dabir; l'aigua que baixava d'aquesta muntanya aprovisionava la ciutat.
Ibn Battuta la va visitar el 1377 i la descriu com una de les viles més boniques i grans del Iemen; als seus habitants el va trobar insoportables, indolents i malevols i esmenta tres barris entre els quals al-Maghriba on tenia residència el sultà que se solien retirar per estar tranquils al petit poble de Thabat, a les pendents del Sabir; els altres eren Udayna i al-Mahalib, i en aquesta darrera, on vivien el pobres, hi havia el mercat. Taizz fou ocupada pels otomans l'1 de febrer de 1547 de mans de l'imam zaydita al-Mutawàkkil I; aquesta pèrdua i la de Sanaa el 23 d'agost de 1547 va provocar la crida al poder d'al-Mutàhhar ibn al-Mutawàkkil.
El 1628 l'imam zaydita al-Muàyyad Muhàmmad ibn al-Qàssim va derrotar els otomans (Haydar Pasha) i després d'un any de treva, va ocupar la ciutat a l'any següent. El 1630 l'otomà Ahmad Kansuh Pasha va intentar sense èxit recuperar Taizz i va haver de signar una treva amb l'imam (agost de 1630). El 1686 Muhammad ibn al-Mahdi Ahmad, el feu del qual era a la Hujariyya, es va proclamar imam amb el títol d'al-Nasir i poc després es va apoderar de Mokha i Taizz.
Fou visitada per altres viatgers com Niehbur (1763), Glaser (1899) i Hugh Scot (1937). El 27 de novembre de 1835 va morir l'imam Abd Allah i el va succeir el seu fill Mansur Ali II ibn Abd Allah; enfrontat a un oncle aquest va vendre Taizz, seu del seu govern, als egipcis (1836); aquest i un altre conflicte domèstic van provocar l'enderrocament d'Ali II (que fou empresonat) i el va succeir Nasir Abd Allah II ibn al-Hasan. El pasha d'Egipte va oferir la compra de Sanaa a l'imam però aquest va rebutjar l'oferiment.
Sota els otomans fou un sandjak i ho va restar (com a governació o liwa) sota l'imamat després de 1918. El 1946 se li van segregar els kada (districtes) d'Ibb, Udeyn, Dhi Sufal, Katana i Yerim, per formar la nova governació d'Ibb. Taizz va continuar sent una ciutat emmurallada fins al 1948, data en la qual l'imam Ahmad en va fer la capital administrativa del Iemen i va permetre la seva expansió més enllà de les muralles. Actualment Taizz és el principal centre industrial del Iemen, gràcies a l'enorme inversió de la societat Hayel Saeed; no n'ha perdut però el seu encant històric, cosa que li permet tenir una activitat turística important.

### Algunes dates importants
- 1255: Esdevé segona capital dels rassúlides
- 1454: Acaba la dinastia rassúlida i Taizz deixa de ser capital
- 1547: Taizz passa a control otomà per primer cop.
- 1918: Els otomans evacuen el Iemen. L'imam zaydita assoleix el poder
- 1948: L'imam Ahmad la declara capital i passa a residir-hi habitualment
- 1962: El govern república es reinstal·la a Sanaa.
- 1965: vers 1965 el primer sistema de depuració de l'aigua del Iemen fou instal·lat a Taizz

## Arquitectura i edificis importants
La ciutat posseeix nombrosos i magnífics barris antics, amb habitatges típics, construïts en maons morens, i mesquites habitualment blanques. Les més cèlebres mesquites són la d'al-Ashraf, situada prop del mont Cairota i construïda vers el 1200 pel rei al-Ashraf (de la dinastia dels rassúlides), la de Muktabiya i la de Mudhaffar. Aquesta última serveix igualment de madrassa (escola islàmica), que compta amb un gran nombre de col·legials i posseeix l'estatut d'universitat. Els altres edificis memorables són les antigues ciutadelles i el palau del governador erigit en la cimera d'un pujol de 450 metres que domina el centre de la ciutat. Taizz és considerada com la capital de la cultura i de l'art iemenita.

## Economia de la ciutat
La base econòmica de la ciutat és el cafè, cultivat a les terres de l'entorn al mateix temps que «la droga dolça», el khat i algunes llegums. Entre les indústries pròpies de la ciutat es troben la del teixit del cotó, l'adoberia i la producció de joieria. El formatge de Taizz és igualment apreciat a tot del Iemen. Tot això no impedeix pas que la majoria dels habitants estigui a l'atur i siguin pobres, fins i tot si molts quadres procedents de les acadèmies iemenites són nadius de la ciutat.